# Cryptopsy (album)
Cryptopsy è il settimo album in studio dei Cryptopsy. È un ritorno al technical death metal che ha contraddistinto il gruppo fin dagli inizi, intriso di qualche sprazzo deathcore e anche accenni che spaziano dal jazz alla bossa nova, generi molto cari a Levasseur, usati come piccoli ‘stacchi’ o ‘intermezzi’.

## Tracce
1. Two-Pound Torch – 5:03
2. Shag Harbour's Visitors – 4:22
3. Red-Skinned Scapegoat – 5:57
4. Damned Draft Dodgers – 3:58
5. Amputated Enigma – 4:02
6. The Golden Square Mile – 3:13
7. Ominous – 3:47
8. Cleansing the Hosts – 4:31

## Formazione
- Matt McGachy - voce
- Jon Levasseur - chitarra
- Christian Donaldson - chitarra
- Oliver Pinard - basso
- Flo Mounier - batteria